# Kitteln
Kitteln est une île de la Suède située en mer Baltique.

## Description
Il s'agit d'un îlot inhabité situé dans le nord-est de l'île de Gotland ; à quelques centaines de mètres de Kitteln se trouvent les îles Ytterholmen (sv) au nord-nord-est, Hojskär à l'est-sud-est, et Skenalden au sud-sud-est.